# Begonia jenginensis
Espèce
Begonia jenginensis est une espèce de plantes de la famille des Begoniaceae. Ce bégonia originaire du Sarawak (île de Bornéo) en Asie tropicale a été décrit en 2016. 

## Répartition géographique
Cette espèce est originaire du Sarawak (Bornéo, Malaisie).

## Classification
Begonia jenginensis fait partie de la section Petermannia du genre Begonia, famille des Begoniaceae.
L'espèce a été décrite en 2016 par les botanistes Sang Julia et Ruth Kiew.